# Chrysophyllum viridifolium
Chrysophyllum viridifolium är en tvåhjärtbladig växtart som beskrevs av John Medley Wood och Franks. Chrysophyllum viridifolium ingår i släktet Chrysophyllum och familjen Sapotaceae. Inga underarter finns listade i Catalogue of Life.